# جورج هول (رياضياتي)
جورج غارفيلد هول (بالإنجليزية: George Garfield Hall)‏ (ولد في 5 مارس 1925)، هو عالم في الرياضيات التطبيقية، وهو معروف بمساهماته ومؤلفاته الأصلية في كيمياء الكم.
ولد هول في بلفاست في شمال إيرلندا. واكتشف معادلات روتهان-هول بشكل مستقل عن كليمنس روتهان. وقد كوفئ بدرجة دكتوراه الفلسفة لهذا العمل عام 1950 تحت إشراف السير جون لينارد جونز في جامعة كامبريدج. ألقى بعد ذلك محاضرات في جامعة كامبريدج بصفته مساعدًا في البحوث في الكيمياء النظرية. انتُخب بعدها للزمالة في كلية سانت جونز في كامبريدج عام 1953. ألقى محاضرات في الرياضيات في إمبريال كوليدج لندن بين عامي 1955 و1962. قضى هول عام 1957-58 مع بير أولوف لودين في أوبسالا قي السويد. أصبح أستاذًا في الرياضيات في جامعة نوتنغهام عام 1962. حصل عام 1982 على تقاعد مبكر من جامعة نوتنغهام وعُين أستاذًا متفرغًا. ثم انتقل عام 1983 إلى جامعة كيوتو في اليابان، ثم عاد إلى نوتنغهام عام 1988.
هو الآن أستاذ متفرغ وزميل باحث أول في مركز شل للتعليم الرياضياتي في جامعة جامعة نوتنغهام. نال درجة دكتوراه العلوم من جامعة كامبريدج ودرجة دكتوراه هندسة فخرية من جامعة كيوتو. وهو عضو في الأكاديمية الدولية لعلوم الكم النووية. كما نال درجة دكتوراه العلوم الفخرية من الجامعة الوطنية بإيرلندا في مينوت.